# Australoechus molitor
Australoechus molitor är en tvåvingeart som först beskrevs av Christian Rudolph Wilhelm Wiedemann 1830.  Australoechus molitor ingår i släktet Australoechus och familjen svävflugor. Inga underarter finns listade i Catalogue of Life.